# Europese kampioenschappen judo 2022
De Europese kampioenschappen judo 2022 waren de 33ste editie van de Europese kampioenschappen judo voor mannen en vrouwen en werden gehouden van 29 april tot en met 1 mei 2022 in Sofia, Bulgarije.
Naar aanleiding van de Russische invasie van Oekraïne verklaarde de Internationale Judofederatie (IJF) op 2 maart 2022 dat Russische judoka's uitsluitend onder de vlag van de IJF mochten deelnemen aan de Europese kampioenschappen en andere door de IJF georganiseerde toernooien, en dus voorlopig niet namens Rusland mochten uitkomen op deze toernooien. Hierop besloten de Russische en Belarussische judobonden voorlopig geen judoka's af te vaardigen naar deze toernooien.
361 judoka's uit veertig landen namen deel aan het toernooi. De wedstrijden vonden plaats in de Armeec Arena. Met acht medailles eindigde Frankrijk als eerste in het medailleklassement, gevolgd door Nederland (vijf medailles) en Georgië (vier medailles).

## Resultaten

### Mannen
| Gewichtsklasse | Goud               | Zilver                 | Brons                                |
| -------------- | ------------------ | ---------------------- | ------------------------------------ |
| – 60 kg        | Francisco Garrigos | Yanislav Gerchev       | Cedric Revol Jorre Verstraeten       |
| – 66 kg        | Bogdan Iadov       | Alberto Gaitero Martín | Denis Vieru Elios Manzi              |
| – 73 kg        | Hidayat Heydarov   | Giovanni Esposito      | Rustam Orujov Mark Hristov           |
| – 81 kg        | Tato Grigalashvili | Matthias Casse         | Sami Chouchi Attila Ungvari          |
| – 90 kg        | Luka Maisuradze    | Darko Brasnjovic       | Theodoros Tselidis Mamadali Mehdiyev |
| – 100 kg       | Michael Korrel     | Piotr Kuczera          | Daniel Eich Nikoloz Sherazadishvili  |
| + 100 kg       | Jur Spijkers       | Johannes Frey          | Guram Tushishvili Roy Meyer          |

### Vrouwen
| Gewichtsklasse | Goud              | Zilver               | Brons                                 |
| -------------- | ----------------- | -------------------- | ------------------------------------- |
| – 48 kg        | Shirine Boukli    | Catarina Costa       | Julia Figueroa Peña Shira Rishoni     |
| –52 kg         | Chelsie Giles     | Amandine Buchard     | Distria Krasniqi Ana Viktorija Puljiz |
| –57 kg         | Timna Nelson-Levy | Sarah-Léonie Cysique | Mina Libeer Eteri Liparteliani        |
| –63 kg         | Gemma Howell      | Laura Fazliu         | Gill Sharir Szofi Ozbas               |
| –70 kg         | Marie-Ève Gahié   | Sanne van Dijke      | Margaux Pinot Anka Pogacnik           |
| –78 kg         | Alina Boehm       | Guusje Steenhuis     | Alice Bellandi Madeleine Malonga      |
| + 78 kg        | Romane Dicko      | Raz Hershko          | Sebile Akbulut Asya Tavano            |

## Medaillespiegel
| Plaats | Land                | Goud | Zilver | Brons | Totaal |
| 1      | Frankrijk           | 3    | 2      | 3     | 8      |
| 2      | Nederland           | 2    | 2      | 1     | 5      |
| 3      | Georgië             | 2    | 0      | 2     | 4      |
| 4      | Verenigd Koninkrijk | 2    | 0      | 0     | 2      |
| 5      | Israël              | 1    | 1      | 2     | 4      |
| 5      | Spanje              | 1    | 1      | 2     | 4      |
| 7      | Duitsland           | 1    | 1      | 0     | 2      |
| 8      | Azerbeidzjan        | 1    | 0      | 2     | 3      |
| 9      | Oekraïne            | 1    | 0      | 0     | 1      |
| 10     | Italië              | 0    | 1      | 3     | 4      |
| 10     | België              | 0    | 1      | 3     | 4      |
| 12     | Bulgarije           | 0    | 1      | 1     | 2      |
| 12     | Kosovo              | 0    | 1      | 1     | 2      |
| 14     | Servië              | 0    | 1      | 0     | 1      |
| 14     | Polen               | 0    | 1      | 0     | 1      |
| 14     | Portugal            | 0    | 1      | 0     | 1      |
| 17     | Hongarije           | 0    | 0      | 2     | 2      |
| 18     | Moldavië            | 0    | 0      | 1     | 1      |
| 18     | Slovenië            | 0    | 0      | 1     | 1      |
| 18     | Turkije             | 0    | 0      | 1     | 1      |
| 18     | Kroatië             | 0    | 0      | 1     | 1      |
| 18     | Zwitserland         | 0    | 0      | 1     | 1      |
| 18     | Griekenland         | 0    | 0      | 1     | 1      |
| Totaal | Totaal              | 14   | 14     | 28    | 56     |

Bron: IJF